# Drypetes australis
Drypetes australis là một loài thực vật có hoa trong họ Putranjivaceae. Loài này được Hutch. ex Pax & K.Hoffm. mô tả khoa học đầu tiên năm 1922.